# アジアコーヒ
アジアコーヒとは関西地方にかつて存在したコーヒー問屋であり、喫茶店チェーンである。

## 概要
第二次世界大戦後、現在で言うところのフランチャイズチェーン店として大阪市や神戸市に多く存在しており、最盛期には約40店舗に達していた。上質のコーヒーを格安価格で提供することで知られ、大阪ではヤマト珈琲店、喫茶玉一と並んでコーヒーの三大チェーンと呼ばれていたが、現在はアジアコーヒの本部は解散している。
1990年代始め頃までは大阪市内で複数の店舗が営業を続けていたが、店主の高齢化や資本力の高い大手チェーン店などに圧されるなどして1990年代から2000年代にかけて急速に店舗数が減少。2007年の時点ではかつてのフランチャイズ店舗が独立して大阪市内（北区中崎町や都島区など）で「アジアコーヒ」を名乗って営業していたことが確認されていたが、最後まで残った都島店が2013年に廃業し、その歴史に幕を閉じた。
なお、表記は「アジアコーヒー」でなく、最後を伸ばさない「アジアコーヒ」である。また、関西で歴史のある珈琲専門店には「コーヒー」のことを「コーヒ」と表記するところ（例：イノダコーヒ）も少なくない。

### アジアコーヒ 日の出通り店
アジアコーヒは上述のように大手喫茶チェーン店に圧されて1990年代には廃れてしまっていた存在であったが、1993年に大阪市天王寺区玉造の「アジアコーヒ日の出通り店」が大阪の朝日放送のテレビ番組「探偵!ナイトスクープ」で紹介され、まるで廃墟のような不気味な佇まいの外観や店内、店主の面白い性格などで関西地区で注目が集まり、その後追いとして1994年に日本テレビ「たけし・さんま世紀末特別番組!! 世界超偉人伝説」などで紹介されたのをきっかけに、アジアコーヒは全国的に有名になった。この店はかつてはコーヒーを主要メニューとしていたが、昭和50年代前半に周囲の喫茶店の増加もあってコーヒーをメニューから外し、ネーポンとカレーライスのみとした。後にネーポンをストーブの熱で温めた「ホットネーポン」が追加された。
ネーポンは当初は250円で1日に2～3本程度しか販売されていなかったが、テレビで全国放送されたときその余りのカルトさから瞬く間に人気が高まって販売数が増大し、値上げも行われた。また、マニアがどんどん瓶ごと持って帰っていったため、一時「ミスパレード」の瓶に変えて発売された。最高値の時は1本500円（持ち帰りは1000円）まで値上がりしていたが、末期にはビン不足から持ち帰り禁止になっていた。
この店はテレビで紹介されて以降は有名な店になったが、当時80歳を超えていた女性店主が老齢で体調を崩して入院したため1997年頃に閉店した。その後店舗は約1年程度は廃墟として残ったが、店主が1998年に亡くなった後に建物は取り壊された。店舗跡地は暫定的に駐車場になった後、2000年に8階建てマンションが建てられた。また、その後の区画整理などで近隣の住宅や店舗、駐車場などもほとんどが高層マンション化したため、テレビ放送当時の面影は大阪環状線の高架橋と一部の店舗、「玉造日之出通」のアーケード看板以外はほとんど残っていない。